# Mr.Invisible -Legend of Rapest-
『Mr.Invisible -Legend of Rapest-』（ミスターインビジブル レジェンドオブレイペスト）は、2008年10月24日にsofthouse-sealのブランド「Re:verse」より発売された日本のアダルトゲームである。

## 概要
softhouse-sealの姉妹ブランド・Re:verseの第5作で、デビュー作『the world of rapest』の続編に当たる。Re:verseは本作を最後に活動を休止しているが、softhouse-sealから2012年6月29日に発売された『seal Best collection3 seal vs. Re:verse -俺よりエロい奴に会いに行く…-』に前作と合わせて収録された。

## ストーリー
前作（the world of rapest）で発生した原因不明の連続レイプ事件から5か月。時間停止能力を使ってやりたい放題だった大学生の大野慎也はいつの間にかその能力を失い、普通の大学生活に戻るが心の片隅では「せっかく手に入れたあの能力をもっと有意義なことに使うべきだった」と後悔していた。ところが、慎也の身に再び異変が起こり、新たに透明人間になる能力を手に入れる。今度こそ新しい能力を有意義に使うのかと思いきや、再び欲望の赴くままに能力を開放してしまう。こうして、第二の連続レイプ事件が幕を開けたのであった。

## 登場人物
大野 慎也（おおの しんや）
主人公。透明人間になる能力を持った大学生。前作でいつの間にか手に入れた時間停止能力を失い、もっと有意義に能力を使うべきだったと悔いながら普通の学生生活に戻ったところで新たに透明人間となる能力を手に入れ、再び能力を悪用して連続レイプ事件を巻き起こす。
椿 姫子（つばき ひめこ）
声 - 胡桃
慎也の幼馴染み。両親の離婚後に転校し、慎也と疎遠になっていたが後に慎也の転校先で再会し、付き合いが続いている。資産家のお嬢様で、金銭感覚に厳しい一面がある。
沢渡 美智恵（さわたり みちえ）
声 - 分倍河原シホ
姫子と同じクラブに所属している友人の一人。優等生だが、性格はやや天然なところがある。
坂口 明菜（さかぐち あきな）
声 - 貴坂理緒
姫子と同じクラブに所属している友人の一人。口数が少なく、いつも熊のぬいぐるみを持ち歩いている。
古橋 恭子（ふるはし きょうこ）
声 - 分倍河原シホ
新任の国語教師。趣味はスポーツ観戦だが、自分でやる方は長距離走を除いて苦手としている。
沢城 紗羅（さわしろ さら）
声 - 桃華れん
父親がアメリカ人で、本名はサラ・クリスティル・シーロ・沢城。剣道部に所属しており、日本びいきだがお笑いだけは何が面白いのかよくわからないらしい。
坂上 絵里香（さかがみ えりか）
声 - 胡桃
保健医。両性愛で男女を問わず年下の可愛い子を見つけては餌食にしているが、何故か問題になっていない。
小野田 千晴（おのだ ちはる）
声 - 貴坂理緒
飛び級を認められた天才少女。資産家のお嬢様同士で姫子とは面識があるが、他の同級生にはうまく溶け込めていない。
沢渡 真奈美（さわたり まなみ）
声 - 桃華れん
美智恵の妹。シスコンで、姉に近付く男に対しては例外なく敵意をむき出しにする。
八木 かおる（やぎ かおる）
声 - 貴坂理緒
前作にも登場したテレビ局のキャスター。前作において、慎也の時間停止能力が原因で起こした放送事故を理由に系列のBS局へ配置転換された。ある野球選手と結婚を前提に交際中。

## スタッフ
- シナリオ 草薙
- 原画 あちくん